# Live 1993: Love & Peace
Live 1993: Love & Peace – trzeci album koncertowy Burning Speara, jamajskiego wykonawcy muzyki reggae.
Płyta została wydana w roku 1994 przez francuską wytwórnię Déclic Communication. Znalazły się na niej nagrania z trasy koncertowej Speara po USA w roku 1993. Produkcją krążka zajął się sam wokalista.
W Stanach Zjednoczonych album ukazał się pod nazwą Love & Peace: Burning Spear Live!, nakładem amerykańskiego labelu Heartbeat Records.

## Lista utworów
1. "The Sun"
2. "Mek We Dweet"
3. "I Stand Strong"
4. "Come Come"
5. "Take A Look"
6. "Great Men"
7. "Jah Kingdom"
8. "Mi Gi Dem"
9. "Peace"

## Muzycy
- Lenford Richards – gitara
- Linvall Jarrett – gitara rytmiczna
- Paul Beckford – gitara basowa
- Alvin Haughton – perkusja
- Nelson Miller – perkusja
- Jay Noel – keyboard
- James Smith – trąbka
- Charles Dickey – puzon
- Mark Wilson – saksofon